# 2,3-ジヒドロキシ-3-メチルペンタン酸
2,3-ジヒドロキシ-3-メチルペンタン酸 (2,3-dihydroxy-3-methylpentanoic acid) は、イソロイシンの代謝中間体の一つ。